# Pajuluoto (ö i Norra Savolax, Norra Savolax, lat 63,21, long 26,90)
Pajuluoto är en ö i Finland. Den ligger i sjön Iso-Pajunen och i kommunen Pielavesi i den ekonomiska regionen  Övre Savolax ekonomiska region  och landskapet Norra Savolax, i den centrala delen av landet, 400 km norr om huvudstaden Helsingfors. Öns area är 1 hektar och dess största längd är 150 meter i nord-sydlig riktning.